# 河相勲
河 相勲（ハ・サンフン、朝鮮語: 하상훈/河相勳、1891年7月23日 - 1964年10月3日）は、日本統治時代の朝鮮および大韓民国の独立運動家、ジャーナリスト、実業家、政治家。初代仁川市議会議員・副議長、南朝鮮過渡立法議院議員、参議員を歴任した。
本貫は晋州河氏、号は秋岡。

## 経歴
仁川出身。京城培材学堂英語専門修了、中央高等学校卒。1920年に東亜日報仁川支局長となり、1920年代には仁川物産客主組合副組合長を務めた。日本統治時代は以友倶楽部排日闘争委員会組織者、新幹会仁川支部長、新正会会長を歴任した。光復後は内外貿易会社社長、立法議院議員などを務め、1945年に韓民党仁川支部副委員長となり、1946年に仁川商工会議所会長に選ばれた。1948年に仁川市顧問会長、1952年に仁川市議会議員に当選し、副議長となった。民主国民党中央執行委員、民主党仁川乙区党委員長・中央委員・京畿道党顧問を務め、1960年の第5代総選挙で参議員に当選した。
1964年10月3日、仁川市花平洞の自宅で74歳で死去した。